# Statuer af Lenin
I Sovjetunionen havde mange byer flere monumenter af Vladimir Lenin. Da Sovjetunionen blev opløst i 1991, blev mange statuer af Lenin revet ned. Der eksisterer dog stadig mange, og der er senere blevet opsat nye.

## Kommunistiske og tidligere kommunistiske stater
- Tidligere Sovjetunionen:
  - Rusland:
    - Abakan
    - Arkhangelsk
    - Barnaul
    - Belgorod
    - Diatkovo
    - Dubna, det største Lenin-monument i verden (15m)
    - Irkutsk
    - Kaliningrad
    - Monino
    - Moskva (hovedstad)
    - Nisjnij Novgorod
    - Petropavlovsk-Kamtjatski
    - Perm
    - Rostov ved Don
    - Sankt Petersborg
    - Samara
    - Saratov
    - Sotji
    - Ulan-Ude
    - Uljanovsk
    - Velikij Novgorod
    - Vladivostok
    - Volkhov
    - Volgograd
    - Jaroslavl

  - Ukraine:
    - Berditjiv  nedrevet den 18. maj 2014[1].
    - Donetsk
    - Feodosia
    - Horlivka
    - Kharkiv nedrevet den 28. september 2014[2].
    - Kyiv (hovedstad) nedrevet under Euromajdan den 8. december 2013.
    - Pavlograd nedrevet 28. august 2014[3].
    - Poltava
    - Seredina-Buda
    - Jalta
    - Sevastopol
    - Tjerkasy nedrevet den 29. november 2008.[4]
    - Zaporizjzja

  - Hviderusland:
    - Brest
    - Grodno
    - Homel
    - Minsk (hovedstad)
    - Rechytsa
    - Slonim
    - Vitebsk

  - Armenien: Jerevan (hovedstad, revet ned efter uafhængighed)
  - Aserbajdsjan: Baku (hovedstad, revet ned efter uafhængighed)
  - Estland: Narva
  - Kasakhstan: Taldyqorghan, Qaraghandy
  - Kirgisistan: Bisjkek (hovedstad)
  - Litauen: Alle statuerne blev opstillet i Sovjet-tiden og nedtaget efter 1991, de fleste endte i Grūtas Park.
    - Vilnius (mindst to statuer, én med den litauiske leder Kapsukas)
    - Kaunas
    - Klaipėda
    - Siauliai
    - Jonava
    - Druskininkai
    - Jurbarkas (Lenin-statuen fra Jurbarkas står i Europos Parkas i Vilnius).

  - Tadsjikistan: Khujand
  - Moldavien (i den løsrevne Transnistrien region): Tighina, Tiraspol (hovedstad)
- Andre socialistiske og tidligere socialistiske stater: 
  - DDR: Berlin 1970-1992 af Nikolai Tomski granit, 19m, Leninplatz, Berlin
  - Ungarn: Szoborpark i Érd
  - Cuba: Havana (hovedstad)
  - Mongoliet: Ulan Bator (hovedstad)
  - Vietnam: Hanoi (hovedstad)

## Andre stater
- Europa:
  - Danmark
    - København: Arbejdermuseet, Tidligere (1985-1996) stod den ved Sømands Forbundets kursusbygning i Hørsholm.
 Støbt i USSR af Alexander Rukavisjnikov.
    - Herning: opstillet i 1995 denne skulptur. Støbt af Otto Kalejs, transporteret fra Jelgava, Letland, hvor den blev nedtaget i 1990. Kalejs' tilsvarende skulptur af Lenin, men uden frakke, står i Sovetsk, Kaliningrad oblast, Rusland.

  - Storbritannien: Belfast, Nordirland – over indgangen til Kremlin Bar
  - Norge: Barentsburg, Svalbard
  - Italien:
    - Cavriago, ved Piazza Lenin (italiensk for Lenin Plads) (i nærheden af Reggio Emilia)
    - Capri, i Augustus' Haver

  - Finland: Kotka,Turku
- Indien: Kolkata (tidligere Calcutta), Vijayawada
- USA:
  - Freedom Park i Arlington, Virginia – statuen blev væltet og hovedløs sendt fra Sankt Petersborg, Rusland.
  - Fremont i Seattle – nær Fremont Sunday markedspladsen. Sendt fra Slovakiet – www.vacilando.org Arkiveret 9. februar 2012 hos  Wayback Machine.
  - East Village, Manhattan i New York City – på toppen af "Red Square" luksuslejlighedsbygningen, opstillet i 1994.
  - Dallas, Texas
  - Atlantic City, New Jersey – i Tropicana Casino
- Zimbabwe: Harare (hovedstad)

## Galleri
- Moskva, Rusland (som en del af omgivelserne)
- Petropavlovsk, Rusland
- New York City, USA
- Calcutta, Indien
- Vijayawada, Indien
- Kiev, Ukraine

## Eksterne links
| Portal | Portal:kommunisme |

- Lenins of the world – En samling af de overlevne Lenin statuer Arkiveret 28. november 2006 hos  Wayback Machine
- Gruto parkas har flere Lenin statuer: billed 1 Arkiveret 17. februar 2005 hos  Wayback Machine, billed 2 Arkiveret 15. marts 2005 hos  Wayback Machine, billed 3 Arkiveret 27. oktober 2005 hos  Wayback Machine.
- Monumenter af Lenin Arkiveret 17. september 2013 hos  Wayback Machine
- Lenin i Herning
- Lenin i Jelgava, 1974-1990
- Lenin i København